# Czartki (Sieradz)
Pour les articles homonymes, voir Czartki.
Czartki est une localité polonaise de la gmina et du powiat de Sieradz en voïvodie de Łódź.